# DELL Precision

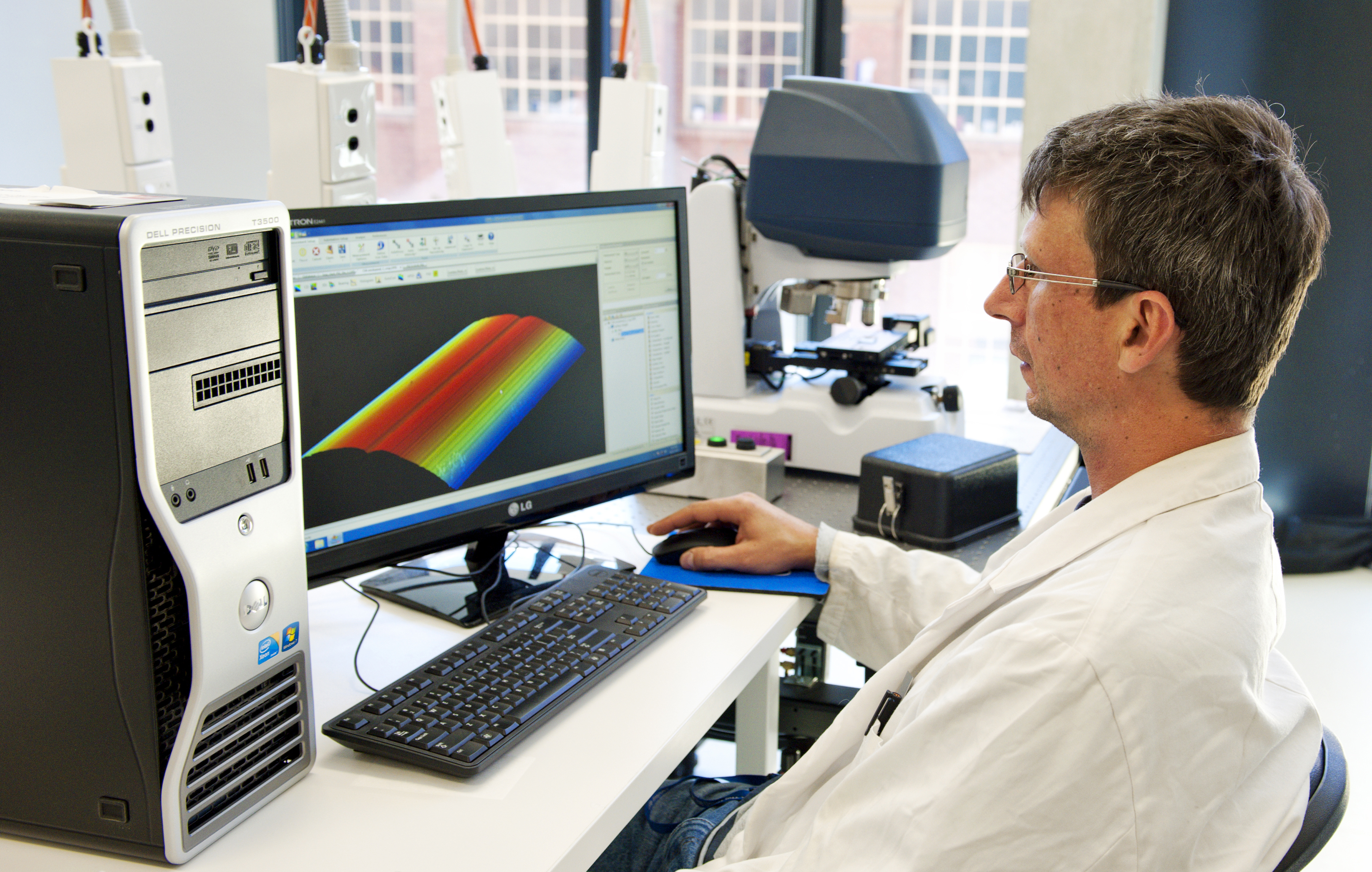
Estación de trabajo Dell Precision T3500

La gama Precision es la gama de estaciones de trabajo, de sobremesa y portátiles, de Dell.

## Nuevos modelos portátiles
- M2400 - pantalla 14,1" panorámica no brillante;
- M4400 - pantalla 15,4" panorámica no brillante;
- M4800 - pantalla 15,4" panorámica no brillante;
- M6400 - pantalla 17" panorámica no brillante;
- M6400 Covet - pantalla 17" panorámica no brillante.

## Modelos portátiles antiguos
- M2300 - pantalla 14,1" panorámica no brillante;
- M4300 - pantalla 15,4" panorámica no brillante;
- M6300 - pantalla 17" panorámica no brillante.

- Precision M20 - pantalla 14,1"
- Precision M65 - pantalla 15,4" panorámica
- Precision M90 - pantalla 17" panorámica

## Modelos de sobremesa actuales
- T3600
- T5600
- T7600
- T7900
- T3500

## Modelos de sobremesa antiguos
- Precision 390
- Precision 450
- Precision 470
- Precision 490
- Precision 690

## Sistemas operativos
Toda la gama Precision se puede conseguir con las configuraciones siguientes:
- Sin sistema operativo: N-Series, permite al usuario instalar el sistema operativo que quiere;
- Con Windows XP SP2 Profesional 32 o 64 bits;
- Con Windows Vista Profesional 32 o 64 bits.